# 弗里亚斯-德阿尔瓦拉辛
弗里亚斯-德阿尔瓦拉辛（西班牙語：Frías de Albarracín）是西班牙阿拉贡自治区特鲁埃尔省的一个市镇。总面积51平方公里，总人口154人（2001年），人口密度3人/平方公里。